# 基督城座堂
基督城座堂（英語：ChristChurch Cathedral），又譯克賴斯特徹奇座堂、基督堂座堂，為紐西蘭基督城的聖公會主教座堂，周圍是座堂廣場。該堂會為奧特亞羅瓦、紐西蘭及玻里尼西亞聖公會的基督城主教的主教座堂。
該座堂多次由於1881年、1888年、1901年、2010年、以及2011年的地震而受損。尖塔與塔摟的一部份在2011年基督城地震中毀壞，塔樓殘存一半，建築結構嚴重受損，據信座堂內有參觀者死傷。

## 外部連結
- 官方网站
- Reinstatement project website （页面存档备份，存于）
- Cathedral Conversations （页面存档备份，存于） official website discussing the future of the cathedral
- Webb, Carolyn; Dally, Joelle; Mann, Charley. . The Age (Melbourne). 23 February 2011  [22 February 2011]. （原始内容存档于2022-11-13）.  News story featuring aerial photo showing fallen spire.